# Acanthocinus griseus
Acanthocinus griseus је врста инсекта из реда тврдокрилаца (Coleoptera) и породице стрижибуба (Cerambycidae). Сврстана је у потпородицу Lamiinae.

## Распрострањеност
Врста је распрострањена на подручју Европе, Русије и мале Азије. У Србији се налази на хладнијим подручјима.

## Опис
Мања и виткија од Acanthocinus aedilis. Тело је светло до тамносмеђе, покривено белосивим или смеђе-белим томентом. Дужина антена код мужјака је 2, а код женки 1,5 дужина тела. На пронотуму попречни низ од четири жуто томентиране пеге. Елитрони су ишарани неправилним, смеђим пегама, са по две широке мрљасте врпце. Дужина тела је од 8 до 14 mm.
- Пронотум
- Антена

## Биологија
Животни циклус траје једну до две године. Ларве се развијају 1-2 године у сувим или болесним стаблима и обореним гранама. Адулти на болесним стаблима и дебљим, отпалим гранама, преко дана са доње стране стабла и грана. Активни су у сумрак и ноћу, долећу на светло. Као биљка домаћин јављају се бор, ређе јела и смрча. Одрасле јединке се срећу од априла до августа.

## Галерија
- Бочна страна

## Синоними
- Cerambyx griseus Fabricius, 1793
- Acanthocinus griseus griseus (Fabricius) Tippmann, 1952
- Astynomus alpinus Redtenbacher, 1849
- Acanthocinus griseus novaki Tippmann, 1952